# Johann Michael Rottmayr

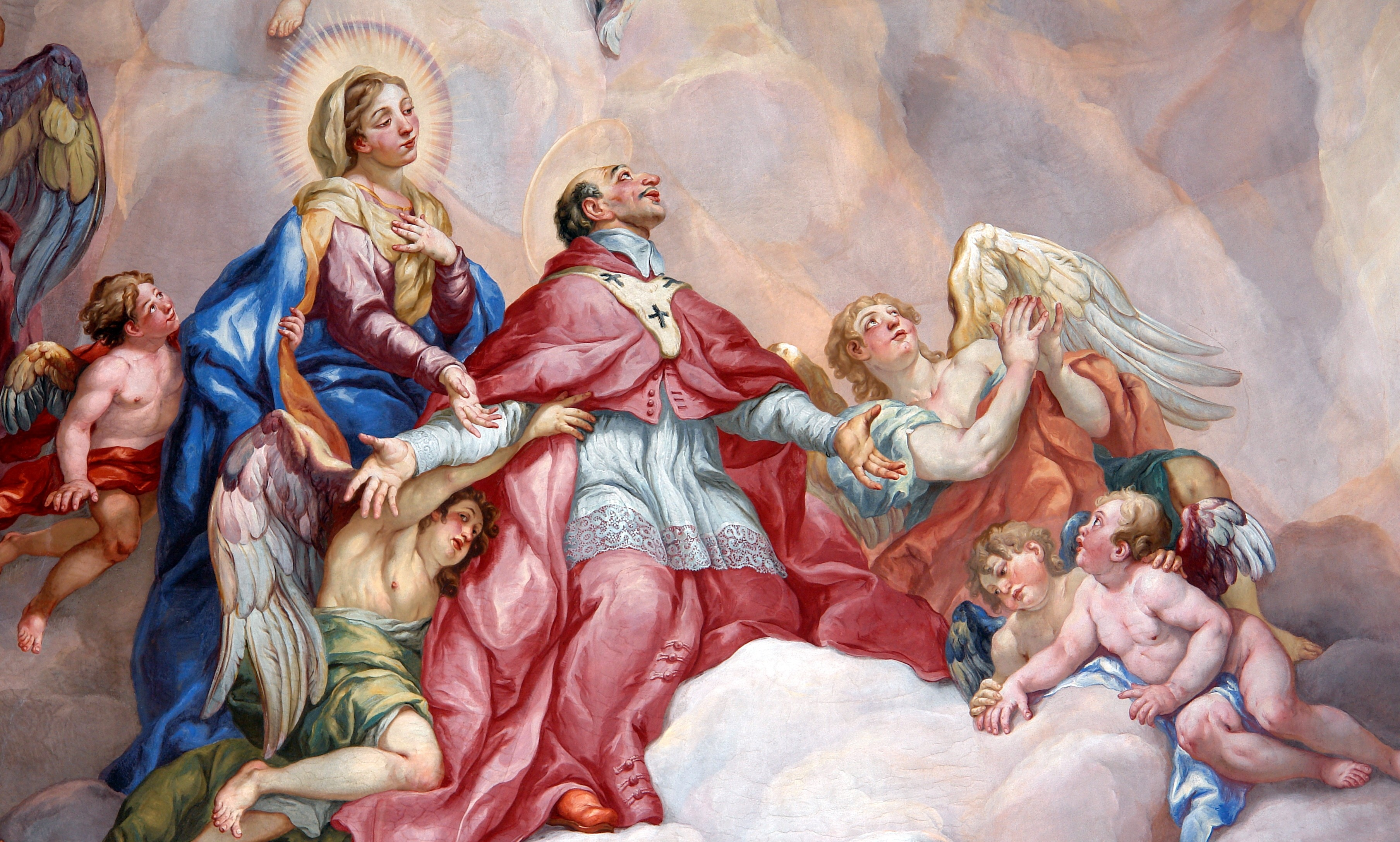
Intercessão de São Carlos Borromeu ajudado pela Virgem, por Rottmayr (Igreja de São Carlos Borromeu, Viena).

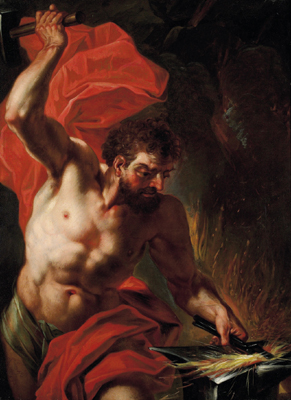
Vulcano, por Rottmayr, coleção privada, Lausanne.

Johann Michael Rottmayr (batizado em 11 de dezembro de 1656 em Laufen an der Salzach, Áustria – Viena, 25 de outubro de 1730) foi um pintor austríaco. Foi o primeiro pintor barroco, além de Martino Altomonte a norte dos Alpes.
A sua aprendizagem como pintor foi feita com a sua mãe. Mais tarde aperfeiçoou-se na oficina de Johann Carl Loth em Veneza (1675-1688). Assim obteve um estilo que era uma mistura de Veneza e Nápoles. Esteve em Passau e de 1689 em diante trabalhou em Salzburgo. No Palácio Episcopal pintou temas mitológicos nos tetos. 

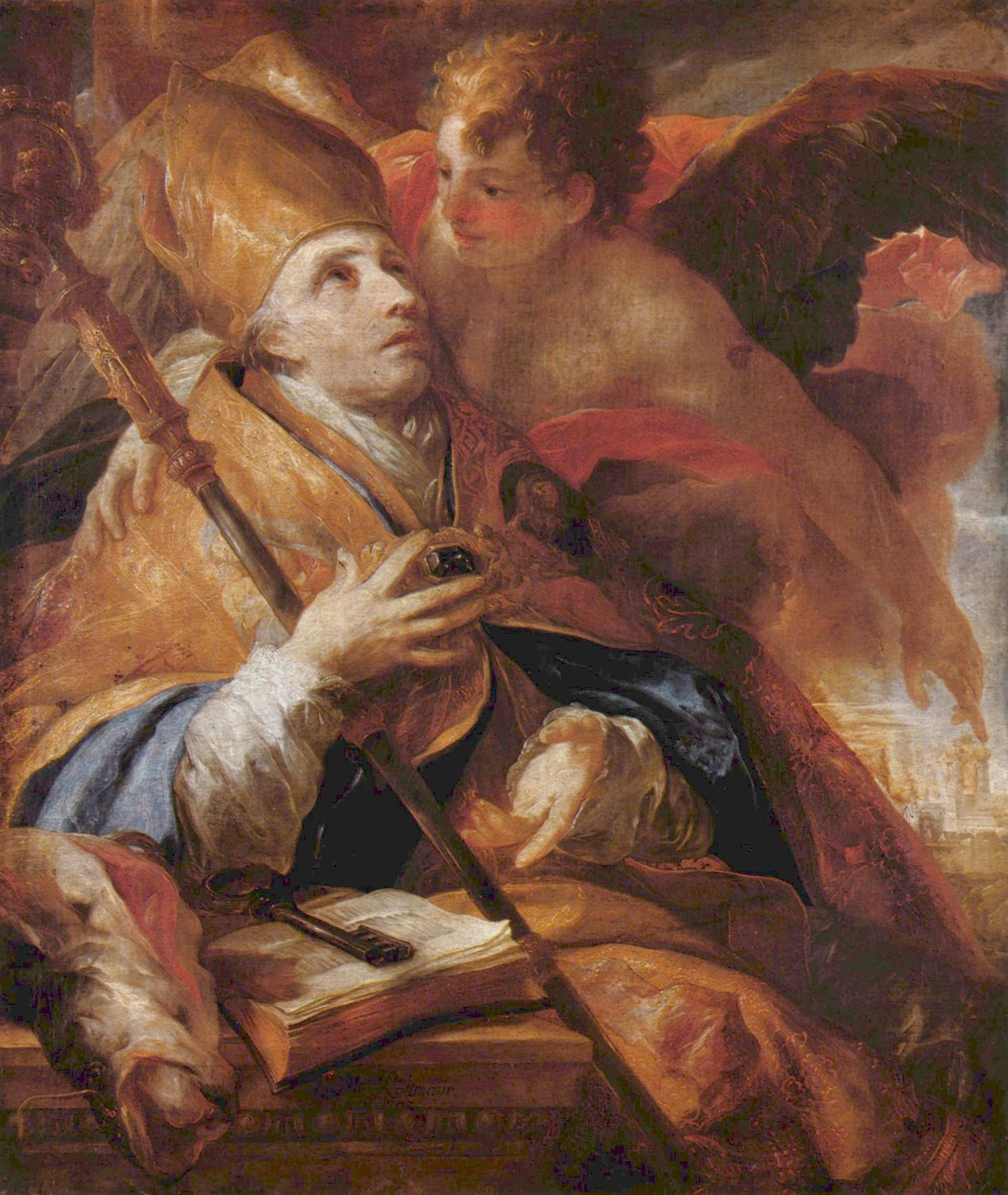
São Bento, 1702, tela, 118 × 100 cm, Neue Pinakothek, Munique.

A partir de 1706 viveu em Viena, e também esteve ativo em mosteiros da Baixa Áustria. Pinta numerosos frescos, onde se destaca a cor e o uso do escorço como meios de iludir a vista. A sua obra, tal como a de Altomonte, anuncia a rococó.
Entre as suas obras de frescos, incluem-se:
- Apoteose na cúpula da sala dos ancestrias no palácio Vranov, Frain (1696)
- Teto do Palacio Pommersfelden (1716-1718)
- Igreja colegial de Melk (1716-1722)
- Igreja de São Carlos Borromeu em Viena (1726)
- Murais no "Palácio Garten" de Viena, atual Palácio Liechtenstein